# سترانی
سترانی (به چکی: Strání) یک منطقهٔ مسکونی در جمهوری چک است که در ناحیه اوهرسکه هرادیشتی واقع شده‌است. سترانی ۳۹٫۷۵ کیلومتر مربع مساحت و ۳٬۸۲۰ نفر جمعیت دارد و ۴۱۸ متر بالاتر از سطح دریا واقع شده‌است.